# رجم ثريا (فلم)
رجم ثريا (بالفارسية: سنگسار ثریا م)، هو فيلم انتج في عام 2008 في الولايات المتحدة. مأخوذ عن رواية رجم ثريا «قصة حقيقة» للكاتب الفرنسي الإيراني الأصل فريدون صاحب جم يروي فيها قصة ثريا منوتشهري السيدة الإيرانية التي حكم عليها بالرجم في سنة 1986.

## القصة
تدور الأحداث حول صحافي تتعطل سيارته في إحدى القرى الإيرانية النائية فيتعرف إلى سيدة تُدعى “زهرة” تحاول الحديث إليه دون علم أهالي القرية، وفي سريةٍ تامة تروي له قصة ابنة أختها ثرية وظروف موتها الدموية التي تمثل -من وجهة نظر الفيلم- [وفقًا لِمَن؟]. وتبلغ زهرة الصحفي أن زوج ثرية اتهمها بالزنى ليتخلص منها بعد أن رفضت أن يتزوج عليها أو يطلقها لأنه من يعيلها فيلفق لها تلك التهمة، ويحكم عليها بالرجم حتى الموت، وتسعى زهرة إلى فضح الممارسات الظالمة في بلدها أمام العالم، معتبرةً أن ذلك قد يخفف بعض الألم الذي تشعر به جراء الظلم الذي وقع على ابنة أختها.

## طاقم التمثيل
- موزان مارني بدور ثريا منوتشهري
- شهره اغداشلو بدور زهرة
- جيم كافيزل بدور فريدون صاحب جم
- برويز صياد بدور هاشم
- فيدا قهرماني بدور السيدة مسعود
- نافيد نجيبان بدور علي
- فاشيك مانجاسريان بدور مرتضى رمضان، والد ثريا
- بيتا شيباني بدور ليلى
- نور طاهر بدور كتانة

## وصلات خارجية
- مقالات تستعمل روابط فنية بلا صلة مع ويكي بيانات